# グスタフ・グレーブス
グスタフ・グレーブス（英語: Gustav Graves）は、映画007シリーズの『007 ダイ・アナザー・デイ』に登場する架空の人物（演：トビー・スティーブンス）。

## 概要
表向きはここ一年で急成長を遂げたイギリスのダイヤモンド王、グレーブスコーポレーションの社長で環境保護主義者であるが、裏では軍事転用可能な人工衛星“イカルス”（人工太陽とも呼ばれ、太陽光を収束したレーザー光線を地表へ発射する）で北緯38度線を破壊しようと計画していた。
正体は北朝鮮人民軍の将官の息子、タン・サン・ムーン大佐（演：ウィル・ユン・リー）。北朝鮮南部の非武装地帯にある基地で武器の国際密売を行っていたが、14ヶ月前に潜入してきたボンドによって滝壺に落とされ、命を落としたと思われた。しかし救出され密かにキューバで遺伝子組み換え手術を受けて別人の容貌を手に入れ、グスタフ・グレーブスと名乗るようになった。格闘技を得意とし、手術の影響でさらに超人的な能力を手に入れ、フェンシングの腕前はミランダをしのぐほどであった。また、別人に成りすますべく手術の中で新しい性格を形作るが、これのモデルは自分にとって印象に残ったボンドを参考にし、以前よりも生意気で、皮肉の効いたジョークを飛ばすようになった。その一方、手術の後遺症で不眠症から逃れられなくなり、マスコミに対して「人生は一度きり。寝るのはムダだ」と言い放つが、実際には「ドリーム・マシン」という装置を用いて擬似的な睡眠を行い、脳を休めていた。
秘書のミランダ・フロストとはムーンがハーバード大学に留学していた時代に親交がある。シドニー・オリンピックにフェンシングの選手として出場したミランダの対戦相手に薬物を盛って失格させることでミランダが繰り上げ金賞となり、実はイギリス諜報部に所属している彼女を寝返らせた。
グレーブスとして北朝鮮に帰国後、抱き込んでいたタカ派の人民軍将官たちと共謀し、アントノフ製の大型輸送機に乗り込み、空中からイカルスを操作して南北境界線の地雷原を破壊する。タカ派将官たちによるクーデターで失脚し、輸送機に連れられてきていた父ムーン将軍に自身の正体、そして南侵を現実のものにするという計画を明かすが、かえって国を亡ぼしかねないと反対されたために殺害。その場に介入したボンドとの格闘中に機体が破損し、身に付けたパラシュートがボンドによって作動されたことで破孔から機外に引き出される。かろうじて破孔のふちにつかまるも、自身が装着していたパワードスーツの電気を逆流させられて手を放してしまい、エンジンに吸い込まれ死亡した。